# Teo Hernandez
Pour les articles homonymes, voir Hernandez.
Ne doit pas être confondu avec le footballeur Théo Hernandez.
Teo Hernandez  est un réalisateur, photographe et écrivain mexicain, né le 23 décembre 1939 à Ciudad Hidalgo au Mexique et décédé le 22 août 1992 à Paris. De la fin des années 1960 à sa disparition en 1992, il réalise plus d’une centaine de films tournés en super 8 et est un membre important du cinéma expérimental.

## Biographie
Teo Hernandez passe son enfance et sa jeunesse au Mexique.  Il étudie l'architecture à l’Université nationale autonome du Mexique.
En 1966, il quitte son pays pour s’installer à Paris. Durant cette période, il voyage beaucoup, et passe une bonne partie de son temps au Maroc.
En 1977 il participe au collectif jeune cinéma à Paris. Trois ans plus tard, il participe à la création du collectif MétroBarbèsRochechou Art avec Gaël Badaud, Jakobois et Michel Nedjar. Ce collectif a pour objectif de créer des films en commun. La Cinémathèque française lui consacre une rétrospective du 27 novembre au 4 décembre 1979 et son travail est mis à l’honneur par le Centre Pompidou en 1984.
Teo Hernandez décède le 22 août 1992, des suites du sida. Il est enterré au Père-Lachaise.
Dans les années 2010, son œuvre est redécouverte et partiellement montrée par la Cinémathèque royale de Belgique lors du Festival Âge d'or 2015.

## Filmographie
- 1968 : 14, Bina Gardens
- 1969 : Images du bord de la mer
- 1969 : Un film provoqué par
- 1969 : Stars of yesterday
- 1970 : Pause
- 1970 : Juanito
- 1970 : Michel là-bas, coréalisé avec Michel Nedjar.
- 1976 : Salomé
- 1977 : Esmeralda
- 1977 : Liberté Provisoire
- 1977 : Cristo
- 1978 : Corps Aboli
- 1978 : Michel Nedjar
- 1978 : Cristaux
- 1979 : Tables d'Hiver
- 1979 : Maya
- 1979 : Lacrima Christi
- 1980 : Graal
- 1980 : Souvenirs/Paris
- 1980 : La Vie brève de la flamme
- 1981 : Sara
- 1981 : Gong
- 1981 : Chutes de Souvenirs Bourges
- 1981 : Souvenirs/Florence
- 1981 : Pascal
- 1981 : Notre-Dame de Paris
- 1982 : 4 à 4 Métro-barbès-rechechou-art, coréalisé avec Michel Nedjar, Gaël Badaud et Jakobois.
- 1983 : Avant et après le dernier samedi d'avril
- 1983 : Souvenirs/Rouen
- 1983 : Trois gouttes de Mezcal dans une coupe de Champagne
- 1983 : Sacré-Cœur
- 1983 : L'eau de la Seine
- 1984 : Fragments de l'Ange
- 1984 : Chutes de Maya
- 1984 : Squeezed Lemon at the blue bar
- 1984 : Chutes de Lacrima Christi
- 1984 : Mesures de miel et de la lait sauvage
- 1985 : Midi
- 1986 : Voir Vienne
- 1986 : Cinq films d'août
- 1987 : Bernardo Montet à Etretat
- 1987 : Juste une promenade
- 1987 : Pas de ciel
- 1987 : Effeuiller l'Acanthe
- 1987 : Promenades
- 1988 : De l'Etoile au Louvre
- 1988 : Le canotier
- 1988 : Sol y Sombra
- 1989 : Versailles
- 1989 : Chutes de Versailles
- 1990 : Au Mexique
- 1990 : Le livre brûlé
- 1991 : With Bernardo
- 1992 : Tauride filage Angers
- 1992 : Le feu
- 1992 : Tauride A Chateauvallon 2